# 28039 Mauraoei
28039 Mauraoei è un asteroide della fascia principale. Scoperto nel 1998, presenta un'orbita caratterizzata da un semiasse maggiore pari a 2,2356313 UA e da un'eccentricità di 0,1634336, inclinata di 5,22059° rispetto all'eclittica.